# Dina Isæus-Daggfeldt
Dina Isæus-Daggfeldt (tidigare Isæus-Berlin), född 10 januari 1991 i Stockholm, är en svensk konstnär och målare.
Dina Isæus-Daggfeldt, utbildad vid Pernbys målarskola, Chelsea College of Art i London och Konstfack i Stockholm, har ställt ut i bland annat Köpenhamn, Berlin och Stockholm. Hon finns representerad i olika samlingar, bland annats Norrköpings Konstmuseums. Hon är dotter till konstnären Meta Isæus-Berlin och barnbarn till konstnären Olof Isæus.
Hennes nonfigurativa målningar, vilka beskrivits som tillämpningar i ett slags flödande, abstrakt rytmik, rumsliga tecken och kinetiskt måleri behandlar ämnen som intuition, kroppslighet, spiritualitet och rörelse.
Hon är representerad vid Wetterling Gallery i Stockholm.